# 614 Пія
614 Пія (614 Pia) — астероїд головного поясу, відкритий 11 жовтня 1906 року Августом Копфом у Гейдельберзі.